# Odorrana versabilis
Espèce
Synonymes
- Rana versabilis Liu & Hu, 1962

Statut de conservation UICN

 LC  : Préoccupation mineure
Odorrana versabilis est une espèce d'amphibiens de la famille des Ranidae.

## Répartition
Cette espèce est endémique du Sud-Est de la République populaire de Chine. Elle se rencontre du Sud de la province d'Anhui, du Jiangxi et du Guangdong au Guizhou.

## Publication originale
- Liu & Hu, 1962 : A herpetological report of Kwangsi. Acta Zoologica Sinica, Beijing, vol. 14 (Supplement), p. 73-104.